# Nashdale
Nashdale är en ort i Australien. Den ligger i kommunen Cabonne och delstaten New South Wales, i den sydöstra delen av landet, omkring 210 kilometer väster om delstatshuvudstaden Sydney. Orten hade 403 invånare år 2021.
Närmaste större samhälle är Orange, nära Nashdale.